# Чорний Потік (Надвірнянський район)
Чорний Поті́к — село Делятинської селищної громади Надвірнянського району Івано-Франківської області.

## Географія
У селі потік Чорнянка впадає у річку Ославу Чорну.

## Розташування
Село розташоване за 24 км від Надвірної, до залізничної станції Ланчин — 5 км. Через село протікає річка Ослава Чорна і за селом впадає у річку Ославу. 
Чорний Потік — одне із мальовничих сіл Гуцульщини, розташоване на її північній окраїні. Воно простягається в долині невеличкої річки з однойменною назвою. Висота над рівнем моря 450—750 м. Гори вкриті переважно смерековими та буковими лісами, чагарниками.

## Назва
Серед краєзнавців побутують різні версії походження назви села. Одна з них вказує на походження села від назви річки (потоку), вода якої мала чорне забарвлення після лісової пожежі. Інше припущення тлумачить походження назви села від назви лісу, що був на цій території до заснування поселення. Його називали «чорним». В його дебрях ховалися опришки — «чорні хлопці». Є ще і третя версія, яка розповідає про те, що в давнину через дану місцевість проходила дорога, по якій торговці із Делятина возили сіль до Коломиї. На території Чорного Потоку на них часто нападали розбійники і відбирати товар, і те місце, яке трудно було проїхати без перешкод, назвали «чорним». Ні одне з цих припущень документально не підтверджене і всі мають право на існування.

## Символіка

### Герб
У щиті, розділеному перекинуто вилоподібно зеленим, золотим і червоним, вузький чорний хвилеподібний перекинутий вилоподібний хрест. У першій частині три срібні вівці, 1, 1 і 1. У другій частині срібна шабля із золотою рукояткою та срібна сокира із золотою руків'ям, покладені в косий хрест. У третій частині чорна писанка з геометричним орнаментом золотого, срібного, чорного та червоного кольорів.

### Прапор
Квадратне полотнище розділене по низхідній і висхідній діагоналях на рівні частини чорного, зеленого, білого та червоного кольорів. У центрі полотнища чорний ромб із геометричним орнаментом жовтого, білого та червоного кольорів.

## Історія села
Чорний Потік розташований на межі Надвірнянщини та Коломийщини. В різні історичні часи він належав до різних адміністративних центрів краю: Делятина, Печеніжина, Яблунева, Яремча, Надвірної. Це негативно позначилось на впорядкуванні села і навколишньої території (відсутність шляхів сполучення із навколишніми селами). Так до залізничної станції Ланчин, віддаль до якої лише 6 км, можна добратись тільки пішки, до села Слобода є тільки лісова дорога. Дорога із твердим покриттям з села йде тільки в одному напрямку: Білі Ослави — Делятин. Віддаль до Надвірної — 25 км, до Івано-Франківська — 65 км.
За переказами, його заснували два козаки Палій та Василь Холопенки в 1629 році, котрі шукали притулку в найглухіших місцях Прикарпаття. У сиву давнину село Чорний Потік належало до Руси-України, з XIV століття — до Польського королівства (Речі Посполитої), від XVIII століття — до Австро-Угорщини (Австрійської монархії), до 1939 року — до Польської Народної Республіки (Надвірнянський повіт). У 1940 р. село належало до Делятинського району, але Указом Президії Верховної Ради УРСР 13 листопада 1940 р. Чорнопотоківська сільська рада передана до Печеніжинського району.
За часів австрійського панування (1772—1918 роки) проводились докладні переписи населення. В 1781 році в Чорному Потоці проживало 263 осіб, 1857 — 928, 1904 — 1449, 1910 — 1660, 1990 — 1449. Чорний Потік відомий з першої половини XVIII ст. як місце активних дій опришків Олекси Довбуша. Село славиться оригінальним писанкарством — писанки майстрів цієї справи розміщені в музеях України.
У середині ХІХ ст. село мало власну символіку — печатку з зображенням оленя (традиційного символу природи Карпатського краю). Відбиток такої печатки, датований 1848 р., зберігся в колекції документів відомого львівського краєзнавця ХІХ ст. Антонія Шнайдера.

## Сьогодення
Відроджуються забуті ремесла, традиції та звичаї села. Відновлюється, на деякий час призабуте, випалювання вапна, садівництво (далеко за межами села відомий садівник Дмитро Шовгенюк), збір лікарських рослин та виготовлення лікувальних засобів народної медицини (В.Сопилюк). Але окремо слід виділити писанкарство, як особливий, притаманний тільки цьому селу вид декоративно-прикладного мистецтва.
Школа чорнянської писанки успішно конкурує з космацькою. Про що засвідчують призові місця наших писанкарів на щорічному святі — конкурсі «Писанка Прикарпаття» (Ярослава і Оксана Василишин). Особливий стиль чорнянської писанки легко вирізняє її від інших. Вражає чорне, як вугілля, забарвлення, з якого немов з ночі, вириваються лінії, завитки, листочки, пелюстки. Експозиція чорнянської писанки представлена в Коломийському музеї писанки та в музеях інших міст, зокрема Львова.
Чудова карпатська природа надихає багатьох людей на художню творчість. В селі є багато самодіяльних художників, твори яких прикрашають храми багатьох церков України (М.Ткачук, В.Василишин, В.Шовгенюк, М.Палійчук). У Львівській Академії мистецтв викладає виходець з Чорного Потоку, художник-аванґардист Василь Семенюк.
Відоме село своїми музичними талантами. Зокрема, сімейний ансамбль троїстих музик О.Шовгенюка.
Депутатом обласної ради обрано Поповича Володимира Васильовича, 10.07.1960 р.н., директора департаменту облдержадміністрації.

## Населення

### Мова
Розподіл населення за рідною мовою за даними перепису 2001 року:
| Мова       | Кількість | Відсоток |
| ---------- | --------- | -------- |
| українська | 2699      | 99.93%   |
| російська  | 2         | 0.07%    |
| Усього     | 2701      | 100%     |

## Соціальна сфера та інфраструктура
В селі є бібліотека, клуб, фельдшерсько-акушерський пункт, поштове відділення. 
У Чорному Потоці функціонує 6 приватних магазинів, які торгують продуктами та господарськими товарами.
У 2003 році в селі побудована АТС — телефонізовано 150 дворів. Село не газифіковане, вуличного освітлення не має.
Так звана центральна дорога в селі з твердим покриттям. Фактично, дороги як такої майже немає, є бездоріжжя і рідко трапляються окремі фрагменти дороги.

### Школа
У селі є загальноосвітня середня школа 1-3 ступенів. Директор — Михайло Іванович Струк (25.10.1967 р.н.) — на даній посаді працює з 2010 року. Учні часто здобувають призові місця на олімпіадах, але розміщена сама школа у жахливих приміщеннях які розвалюються. Вчителі і учні працюють і вчаться в катастрофічно жахливих умовах. У 2009 році біля школи збудовано стадіон із штучним покриттям за благодійні кошти приватної особи. У даній «школі» вчаться близько 500 дітей.

### Фельдшерсько-акушерський пункт
Фельдшерсько-акушерський пункт (ФАП) обслуговує — 2672 осіб, в тому числі дорослих — 1953, дітей — 719. Завідувач ФАПом — Мирослава Іванівна Тимінська, 04.05.1973 р.н., на даній посаді працює з 2000 року. Кадровий потенціал: 1 фельдшер, 1 акушерка, 1 медсестра, 1 молодша медсестра. Має 3 кабінети. Опалення пічне (дрова). Забезпеченість транспортом: не забезпечено.

### Сільський клуб
Завідувач — Михайло Олексійович Шовгенюк, 25.03.1966 р.н., на даній посаді працює з 1989 року. Опалення пічне. Колективи художньої самодіяльності — 3.

### Бібліотека
Завідувач — Мирослава Василівна Василишин, 19.04.1982 р.н., на даній посаді працює з 1995 року. Опалення пічне (дрова, вугілля). Стан закладу задовільний. 

## Релігія
- церква Архистратига Михаїла (1816, ПЦУ, дерев'яна; отець — Іван Микицей);
- церква Святих Апостолів Петра і Павла (УГКЦ, дерев'яна; отець — Любомир Мандзюк).

## Відомі люди

### Народилися
- Михайло Іванович Василишин — за бойові заслуги у Другій світовій війні присвоєно звання Героя Радянського Союзу;
- Роман Панчук (псевдо: «Заморський», «Мук») — командир сотні УПА «Опришки»;
- Василь Іванович Семенюк — український художник.

### Померли
- Пахолків Святослав-«Дуденко» — командир сотні УПА «Бистрі», лицар Бронзового хреста бойової заслуги.